# Мостотрест
Мостотрест — російська будівельна компанія, одна з найбільших організацій країни в галузі будівництва та реконструкції залізничних, автодорожніх і міських мостів і шляхопроводів. Повне найменування — Товариство з обмеженою відповідальністю «Мостотрест». Штаб-квартира — в Москві.

## Діяльність
«Мостотрест» веде свою діяльність в Москві і Московській області, Санкт-Петербурзі, Краснодарському краї, Нижегородської, Ярославської, Ростовської, Рязанської, Воронезької, Тамбовської, Володимирській, Іванівській, Іркутської, Липецької та інших областях.
«Мостотрест» брав участь в реалізації низки проектів в рамках підготовки до зимових Олімпійських ігор 2014 року в Сочі — будівництво транспортної розв'язки в Сочі на перетині Курортного проспекту і вул. 20-й гірськострілецький дивізії; будівництво транспортної розв'язки «Адлерське кільце»; будівництво дороги «Адлер — нижня станція гірськолижного курорту» Роза Хутір", будівництво дублера Курортного проспекту в Сочі, поєднана (автомобільна дорога та залізниця) "Адлер — курорт «Альпіка-Сервіс».
На середину 2015 року «Мостотрест» бере участь в реалізації ряду комплексних проектів з розвитку транспортної інфраструктури, таких як будівництво шостої ділянки (км 334 — км 543) швидкісної автомобільної дороги М-11 «Москва — Санкт-Петербург»; будівництво та реконструкція автомобільних доріг М-4 «Дон», М-9 «Балтія», М-11 «Нарва», Владивосток — Знахідка — Порт Східний (Приморський край), будівництво Бусиновської розв'язки в Москві, Борського моста в Нижньому Новгороді, Ворошиловського моста в Ростові-на-Дону.